# 地方三役
地方三役（日语：／），又称村方三役，是日本江户时代对村役人的总称。  
地方三役包括庄屋（名主、肝煎）、组头（年寄、老）、百姓代这三类负责村政的村役人。一般来说，名主代表整个村政，组头担任辅助职务，百姓代则负责监督。然而，地方三役的实际运作形式十分多样，不仅因地区而异，即使在同一地区，不同村落之间的职务内容也往往存在差异。  
此外，进入江户时代后期，由于经济形势的变化，一些原本担任名主的家族逐渐衰落，无法继续履行职务，因此开始推行“入札”等方式进行选举。  
在北海道、桦太和北方领土，松前藩和箱馆奉行通过“抚育政策”和“御赐”任命蝦夷中的有力者担任职务。这些职务包括惣乙名（庄屋）、惣小使（惣年寄）、脇乙名（惣名主）、乙名（名主）、小使（年寄）、土产取（百姓代）等，这些人被称为“役虾夷”。到了幕末，役虾夷被改称为“役土人”，同时职务名称也进行了调整，例如：惣乙名改称庄屋，乙名改称名主，小使改称年寄，土产取改称百姓代等。值得注意的是，当时“土人”一词的含义是“本地人”“在当地出生长大的人”或“土著居民”。  
在幕府直辖领地，村方三役的称呼为百姓代、年寄、庄屋，而在尾张藩及其周边藩国，则使用长百姓、年寄、名主作为职务名称。